# Boston-Marathon 1902
| 6. Boston-Marathon     | 6. Boston-Marathon         |
| ---------------------- | -------------------------- |
| Stadt                  | Boston, Vereinigte Staaten |
| Datum                  | 19. April 1902             |
| Distanz                | 37 – 38,5 Kilometer        |
| Sieger                 |                            |
| Männer                 | Sammy Mellor (2:43:12 h.)  |
| ← Boston-Marathon 1901 | Boston-Marathon 1903 →     |
| Website                | Offizielle Website         |

Der Boston-Marathon 1902 war die 6. Ausgabe der jährlich stattfindenden Laufveranstaltung in Boston, Vereinigte Staaten. Der Marathon fand am 19. April 1902 statt. Die Laufdistanz betrug zwischen 37 und 38,5 Kilometer.
Es gewann Sammy Mellor in 2:43:12 h.

## Ergebnis
| Platz | Athlet           | Land               | Zeit (h) |
| ----- | ---------------- | ------------------ | -------- |
| 01    | Sammy Mellor     | Kanada             | 2:43:12  |
| 02    | J.J. Kennedy     | Kanada             | 2:45:21  |
| 03    | John C.Lorden    | Vereinigte Staaten | 2:54:49  |
| 04    | C. Moody         | Vereinigte Staaten | 3:03:47  |
| 05    | W.A. Schlobohm   | Vereinigte Staaten | 3:05:49  |
| 06    | Ernest Poole     | Vereinigte Staaten | 3:07:14  |
| 07    | E.F. O’Brien Jr. | Vereinigte Staaten | 3:09:15  |
| 08    | W.H. Hunter      | Vereinigte Staaten | 3:09:50  |
| 09    | J. Flynn         | Vereinigte Staaten | 3:13:15  |
| 10    | A.E. Zeigler     | Vereinigte Staaten | 3:20:20  |